# Yocto Project
Yocto Projectは、Linux Foundationが共同で進めているオープンソース・プロジェクトである。
組み込みハードウェアの基本的なアーキテクチャに依存しない、組み込みおよびIoTソフトウェア用のLinuxディストリビューションの作成を可能にするツールとプロセスを生み出すことを目的としている。このプロジェクトは、2010年にLinux Foundationによって発表され、2011年3月にOpenEmbeddedを含む22の組織と協力して開始された。
Yocto Projectは、組み込み用 Linux ディストリビューションのソフトウェア開発プロセスの改善に焦点を当てている。Yocto Projectは、相互運用可能なツール、メタデータ、およびプロセスを提供することで、開発プロセスのあらゆる側面をカスタマイズできるLinuxベースの組み込みシステムの迅速かつ反復可能な開発を可能にしている。
2018年10月、ARMホールディングスは、Yocto Projectによる組み込みシステムのコード共有を目的に、インテルと提携した。